# Persiana americana
«Persiana americana» es una canción y sencillo de Soda Stereo, y una de las canciones más emblemáticas y famosas de la banda. Integra el repertorio de su tercer álbum de estudio titulado Signos del año 1986.
La letra fue escrita por Gustavo Cerati y Jorge Antonio Daffunchio. Surgió en un concurso del programa de radio Submarino amarillo donde los oyentes le enviaban a Soda Stereo letras para que hiciera una canción, la de Daffunchio fue elegida y Cerati aplicó los toques finales.
La canción fue incluida en buena parte de los conciertos de Soda Stereo (salvo en la Gira Dynamo dónde fue pocas veces interpretada). Curiosamente, y a pesar de su enorme popularidad, no fue promocionada mediante un video musical, como tampoco ocurrió con el resto de Signos, único álbum de la banda que no fue acompañado por material audiovisual.
«Persiana americana» logró el puesto 7° de las 500 mejores canciones del rock iberoamericano por Al Borde en 2006,y el puesto 31° de las 100 mejores canciones del rock argentino por la Rolling Stone Argentina y MTV en 2002. A nivel mundial, el sitio web recopilatorio de críticas musicales, Acclaimed Music, ubicó a «Persiana americana» en el puesto 63° de las mejores canciones lanzadas en 1986.

## Recepción
Fue un impacto desde su publicación en 1986. La canción causó furor en las radios, en los fanáticos, en los nuevos fanáticos, no existía una radio en Latinoamérica que no tocara «Persiana americana» al menos un par de veces al día.
Hasta los mismos miembros de Soda estaban sorprendidos, porque durante la gira de presentación del disco, la Gira Signos, se suponía que la banda iba a tocar la canción para promocionarla y presentársela a los fanes y se encontraron con que toda la gente coreaba la canción de inicio a fin en cada concierto.
«Persiana Americana» junto con canciones como «Signos», «Prófugos» y «El rito» llevaron al álbum Signos a ser uno de los más exitosos de la banda, aunque cuenta solo con ocho temas. Con esto la banda mostraba su popularidad en rápido aumento, con cada álbum aumentaba más: Con su primer álbum Soda Stereo se hicieron conocidos y ganaron popularidad en Argentina; con Nada personal cruzaron las fronteras de su país para triunfar internacionalmente; y con Signos su popularidad se hizo aún mayor, haciendo ver a la gente y a los mismos Soda de que estaban en presencia de algo grande, no de una banda común y corriente.

## Letra
La letra habla sobre un hombre voyeurista que observa a una mujer exhibicionista  desvestirse para él, mientras este observa desde atrás de la titular persiana.
El tema fue escrito por el vocalista de Soda y por un joven llamado Jorge Antonio Daffunchio, participante de un concurso que se realizó en el olvidado programa radial argentino "Submarino Amarillo". Luego de esto a Cerati le interesó la idea que planteó el muchacho y decidió convocarlo. La idea según Daffunchio se desprende de la película Vestida para matar (1980), de Brian De Palma, (aunque probablemente confunde el título y se refiere a Doble de cuerpo del mismo director que toca el tema del vouyerismo).

## Música
Musicalmente Soda Stereo seguía mostrando su intención de que cada álbum sea distinto del anterior. Aunque Signos tiene similitudes con Nada personal (su álbum anterior), no es completamente parecido musicalmente. 
Musicalmente basada en el Post-punk, comienza con unos característicos sonidos de percusión, al cual se le une rápidamente Gustavo con el famoso riff de guitarra eléctrica. Zeta con un muy destacado bajo y Charly con la batería se unen simultáneamente. Luego de sonar nuevamente el riff y detenerse la guitarra eléctrica, comienza a cantar Gustavo, con la guitarra que suena de vez en cuando.

## Versiones
Las tres versiones más conocidas y que además se grabaron en audio y en video son la del disco Ruido Blanco, El último concierto" en 1997 y la de la "Gira Me Verás Volver" en 2007.
- La segunda es muy parecida a la original y cuenta con la participación de Fabián Quintiero en teclados, quién fue con el que la banda grabó la versión original.

- La tercera comienza con los sonidos de percusión en sonido creciente hasta que alcanza el sonido original. Como es característico de esta gira, la canción se interpreta más roquera con potente solo de guitarra final. En el último concierto de esta gira en el estadio de River Plate, también fue invitado Fabián Quintiero en teclados, reemplazando a Tweety González, que fue el que tocó el tema durante todo el resto de la gira.
- Gustavo Cerati creó una nueva versión en orquesta para él disco en vivo 11 episodios sinfónicos. Esta versión cambia el tono rítmico y movido por un sonido más suave acompañado de un canto tierno que da cierto toque de romanticismo y enamoramiento.

## En otros medios
- 2019: La canción fue usada en un episodio «La pre cordillera de Ñuble» del programa de reportajes / humor de Canal 13 Lugares que hablan, mientras el Leo escucha la camioneta roja cuando iba al helicóptero.[7]

## Listado de canciones
| Vinilo promocional de 7 pulgadas de Ecuador |                      |          |  |
| N.º                                         | Título               | Duración |  |
| 1.                                          | «Persiana americana» | 4:47     |  |
| 2.                                          | «No existes»         | 4:40     |  |

| Vinilo promocional de 7 pulgadas de España |                      |          |  |
| N.º                                        | Título               | Duración |  |
| 1.                                         | «Persiana americana» | 4:47     |  |

## Posicionamiento en listas
| Lista (1987)  | Mejor posición |
| ------------- | -------------- |
| Ecuador (UPI) | 4              |

| Lista (2014)                                        | Mejor posición |
| --------------------------------------------------- | -------------- |
| Estados Unidos (Billboard Latin Digital Song Sales) | 30             |

## Certificaciones
| País   | Organismo certificador | Certificación | Ventas certificadas | Ref.   |
| ------ | ---------------------- | ------------- | ------------------- | ------ |
| México | AMPROFON               | Oro           | 30 000              | [ 12 ] |

## Músicos

### Soda Stereo
- Gustavo Cerati: Voz y guitarra principal.
- Zeta Bosio: Bajo y coros.
- Charly Alberti: Batería y percusión.

### Músicos adicionales
- Fabián Quintiero: Teclados.
- Celsa Mel Gowland: Coros.

## Versiones
La canción fue interpretada en el Estadio Mâs Monumental por Coldplay junto a Charly Alberti y Zeta Bosio la noche del 7 de noviembre de 2022 en el penúltimo de 10 conciertos en Buenos Aires durante su gira mundial Music of the Spheres. También habían tocado regularmente De Música Ligera en anteriores presentaciones.